# Vendicami
Vendicami (Fuk Sau nella versione originale cinese, Vengeance in quella inglese) è un film del 2009 diretto da Johnnie To.

## Trama
Il film racconta di François Costello, uno chef francese, che cerca di ottenere vendetta in seguito all'uccisione del genero e dei nipoti e al grave ferimento della figlia. La vicenda ha inizio a Macao dove avviene il fatto di sangue; soltanto la figlia di Costello, anche se gravemente ferita, riesce a sopravvivere. Costello raggiunge la città e la figlia gli spiega l'accaduto, ma purtroppo nessuno sa chi siano gli assassini o il mandante. Più tardi, mentre il protagonista girovaga nell'hotel in cui alloggia, sorprende un gruppo di killer mentre uccidono la donna infedele di un boss della malavita insieme al suo amante.
Il giorno dopo Costello viene accompagnato in commissariato perché identifichi almeno uno dei killer, ma quando si trova davanti ai sospettati tra cui uno dei tre assassini afferma di non riconoscere il colpevole ed esce dal commissariato. Appena il killer esce dalla stazione di polizia, Costello inizia a seguirlo fino a che non giunge in una metropolitana dove Costello incontra tutta la banda al completo. Qui Costello dice loro di avere un lavoro da affidargli, ovvero vendicare la strage di genero e nipoti.
Dopo essere riusciti a risalire ai sicari, Costello e i suoi killer scoprono che il mandante è il capo dei compagni di Costello. I killer si licenziano e decidono di aiutare il protagonista a vendicarsi, ma Costello non potrà aiutarli perché sta perdendo la memoria a causa di una pallottola nel cranio che non è possibile asportare, pallottola ricevuta durante una delle sue passate missioni come sicario. Il Boss scopre la verità sul tradimento dei suoi uomini e in sanguinoso agguato, dopo essersi difesi strenuamente e aver ucciso molti altri sicari, uno dopo l'altro i tre vengono uccisi. Costello, ormai privo del tutto della memoria, passa le sue giornate in casa di un'amica dei tre killer morti, giocando con i bambini di questa.
Una sera, dopo aver appreso alla televisione dello scontro a fuoco dove sono morti i suoi tre amici killer, con un enorme sforzo di volontà riesce a ricordare che deve vendicarsi del boss che ha ordinato il massacro della famiglia della figlia e dei suoi nuovi compagni. Aiutato dalla donna e dai suoi bambini, che si spacciano per boyscout, questi ultimi attaccano sui cappotti del boss e delle sue guardie degli adesivi colorati, poi danno a Costello una pistola e gli dicono che deve uccidere chiunque abbia addosso uno di quegli adesivi. Eliminate tutte le guardie e infine anche il Boss, Costello torna a vivere con la donna e i suoi bambini, ormai con la memoria completamente cancellata. Non viene rivelata la sorte della figlia di Costello, né se lo andrà a cercare quando sarà completamente guarita.

## Distribuzione
Il film è stato presentato in concorso al Festival di Cannes 2009 e pochi giorni dopo è uscito nelle sale francesi. A Hong Kong è uscito il 20 agosto 2009. In Italia è stato distribuito nelle sale il 30 aprile 2010.

## Riconoscimenti
- 2009 - Courmayeur Noir in festival
  - Leone nero al miglior film